# Гамильтон-Мур, Генри, 3-й граф Дрохеда
Генри Гамильтон-Мур, 3-й граф Дрохеда (англ. Henry Hamilton-Moore, 3rd Earl of Drogheda; ? — 7 июня 1714) — англо-ирландский пэр и военный.

## Происхождение
Младший сын Генри Мура, 1-го графа Дрохеды (? — 1676) и достопочтенной Элис Спенсер (1625—1696/1712), дочери Уильяма Спенсера, 2-го барона Спенсера, и леди Пенелопы Ризли (старшей дочери 3-го графа Саутгемптона).

## Карьера
18 июня 1679 года после смерти своего старшего брата, Чарльза Мура, 2-го графа Дрохеды, Генри Мур унаследовал титулы 3-го графа Дрохеда (Пэрство Ирландии), 5-го виконта Мура из Дроэды (Пэрство Ирландии) и 5-го барона Мура из Меллефонта в графстве Лаут (Пэрство Ирландии).
После смерти своей сестры Элис Мур, вдовствующей графини Кланбрассил, которая в своем завещании завещала ему семейные поместья Гамильтон, в 1677 году он принял дополнительную фамилию Гамильтон.
Член Тайного совета Ирландии (1680), полковник пехотного полка (1689—1698), лорд-судья Ирландии (1698—1697, 1701—1702). На стороне короля Вильгельма III Оранского лорд Дрохеда сражался против короля Якова II Стюарта в битвах при Бойне и Лимерике. В 1699 году он был назначен комиссаром по конфискованным поместьям. Лорд Дрохеда также занимал посты губернатора графств Мит и Лаут.

## Личная жизнь
3 июля 1675 года лорд Дрохеда женился на Мэри Коул (? — 6 мая 1726), дочери сэра Джона Коула, 1-го баронета, и Элизабет Чичестер (дочь достопочтенного Джона Чичестера, второго сына 1-го виконта Чичестера и достопочтенной Мэри Джонс. У супругов было восемь детей:
- Чарльз Мур, виконт Мур (1676 — 21 мая 1714), был женат на достопочтенной Джейн Лофтус, дочери Артура Лофтуса, 3-го виконта Лофтуса[7].
- Достопочтенный Генри Мур, ректор Мальпаса и Уилмслоу, который женился на Кэтрин (урожденной Нэтчбулл) Рук, вдове вице-адмирала сэра Джорджа Рука и дочери сэра Томаса Нэтчбулла, 3-го баронета[5].
- Достопочтенный Джон Мур (? — 1 июня 1716), который в 1708 году женился на Элизабет (урожденной Портер) Девениш, вдове Эдварда Девениша и дочери сэра Чарльза Портера, лорда-канцлера Ирландии[5].
- Достопочтенный Уильям Мур (? — 1 апреля 1732), который в 1717 году женился на Люси Паркинсон, дочери преподобного Эдварда Паркинсона из Арди.
- Достопочтенный Роберт Мур (1688 — 3 июля 1728), в 1725 году он женился на леди Энн Леннард, баронессе Дакр, дочери Томаса Леннарда, 1-го графа Сассекса и леди Энн Фицрой (старшая внебрачная дочь короля Карла II).
- Достопочтенный Кейпел Мур, женившийся на леди Мэри О’Нил, вдове Чарльза О’Нила из Замка Шейна и дочери Чарльза Паулета, 2-го герцога Болтона[5]
- Леди Элис Мур (? — ок. 1750), вышедшая замуж за сэра Густава Хьюма, 3-го баронета[5].
- Леди Элизабет Мур, в 1704 году она вышла замуж за Джорджа Рочфорта, члена парламента от графства Уэстмит[5] у.

Лорд Дрохеда скончался 7 июня 1714 года, и его титулы унаследовал его внук Генри, поскольку его старший сын Чарльз умер раньше него.